# ناديه سفيرة
ناديه سفيرة (بالإندونيسية: Nadia Saphira)‏ هي عارضة وممثلة إندونيسية، ولدت في 20 أكتوبر 1987 في جاكرتا في إندونيسيا.

## وصلات خارجية
- ناديه سفيرة على موقع IMDb (الإنجليزية)